# Ereškigal
Ereškigal (auch Ereschkigal, Irkalla; sumerisch DINGIREREŠ.KI.GAL, Die Göttin der Weite oder Die große Herrin der Unterwelt; akkadisch Allatum) ist die oberste sumerische Schlangengöttin, die ihren Status einer Ur-Gottheit bei der Weltschöpfung später mit der Unterwelt Kurnugia wechselt.
Ereškigal ist die Schwester von Ištar. Ihr Sohn ist der Pest- und Totengott Namtaru, der auch ihr Wesir ist.
Ereškigals Gatte war in der sumerischen Mythologie Gugalanna, in der babylonischen Mythologie Nergal. Dumuzi erleidet das gleiche Schicksal wie Inanna und wird von Ereškigal seiner Macht enthoben und getötet.
Im Epos Inannas Abstieg in die Unterwelt muss Inanna ihre göttlichen Insignien abgeben, ehe sie vor Ereškigal tritt. Nachdem Inanna die Macht Ereškigals anerkannt hatte und von ihr getötet worden war, erfolgte durch Intervention Enkis die Befreiung und Wiederbelebung Inannas durch Ereškigal selbst. Inanna tritt den Rückweg in das Reich der Lebenden an.
Ereškigal wird als nackte Göttin mit Augen aus Stein und schwarzen Haaren beschrieben. Manchmal trägt sie ein Löwenhaupt. Sie fährt in einem Boot über den Grenzfluss Ḫubur, der zwischen dem Reich der Lebenden und der Unterwelt fließt, um die am anderen Ufer niedergelegten Opfergaben einzusammeln. Ihr Palast, der im Erdinnern liegt, besteht aus Lapislazuli.